# Vito d'Asio
Vito d'Asio is een gemeente in de Italiaanse provincie Pordenone (regio Friuli-Venezia Giulia) en telt 922 inwoners (31-12-2004). De oppervlakte bedraagt 53,7 km², de bevolkingsdichtheid is 17 inwoners per km².

## Demografie
Vito d'Asio telt ongeveer 461 huishoudens. Het aantal inwoners daalde in de periode 1991-2001 met 9,8% volgens cijfers uit de tienjaarlijkse volkstellingen van ISTAT.
| Jaar | Inwoneraantal |
| ---- | ------------- |
| 1991 | 989           |
| 2001 | 892           |

## Geografie
Vito d'Asio grenst aan de volgende gemeenten: Castelnovo del Friuli, Cavazzo Carnico (UD), Clauzetto, Forgaria nel Friuli (UD), Pinzano al Tagliamento, Preone (UD), Tramonti di Sotto, Trasaghis (UD), Verzegnis (UD).